# Auxois (cheval)
Pour les articles homonymes, voir Auxois.
Vous lisez un « article de qualité » labellisé en 2011.  Il fait partie d'un « thème de qualité ».
L'Auxois  est une race de chevaux de trait français qui voit le jour le 22 février 1913 en France. Parfois considéré comme une variété de l'Ardennais et du Trait du Nord, de grande taille, sa robe est généralement baie ou rouanne. Il est créé pour les travaux agricoles, par croisement entre la jumenterie locale de l'Yonne, de la Saône-et-Loire et du Nord de la Nièvre, avec des étalons de ces deux races.
Traditionnellement élevé dans la région de Bourgogne, ce cheval de traction lourde devient l'auxiliaire des agriculteurs pour leurs travaux des champs au début du XXe siècle, avant la généralisation de la motorisation. Devenu un animal de boucherie et alourdi pour la production de viande à l'instar des autres races de chevaux de trait, il échappe de justesse à la disparition dans les années 1970.
Des initiatives se mettent en place pour lui trouver d'autres débouchés depuis les années 1990. L'Auxois retrouve une certaine place dans les activités écologiques et de loisir, comme la culture de la vigne, le débardage et l'attelage de loisir, ou même la production de lait de jument. Il reste l'une des races de trait françaises aux plus faibles effectifs, avec le Poitevin mulassier et le Trait du Nord, et l'une des plus menacées de consanguinité.

## Histoire

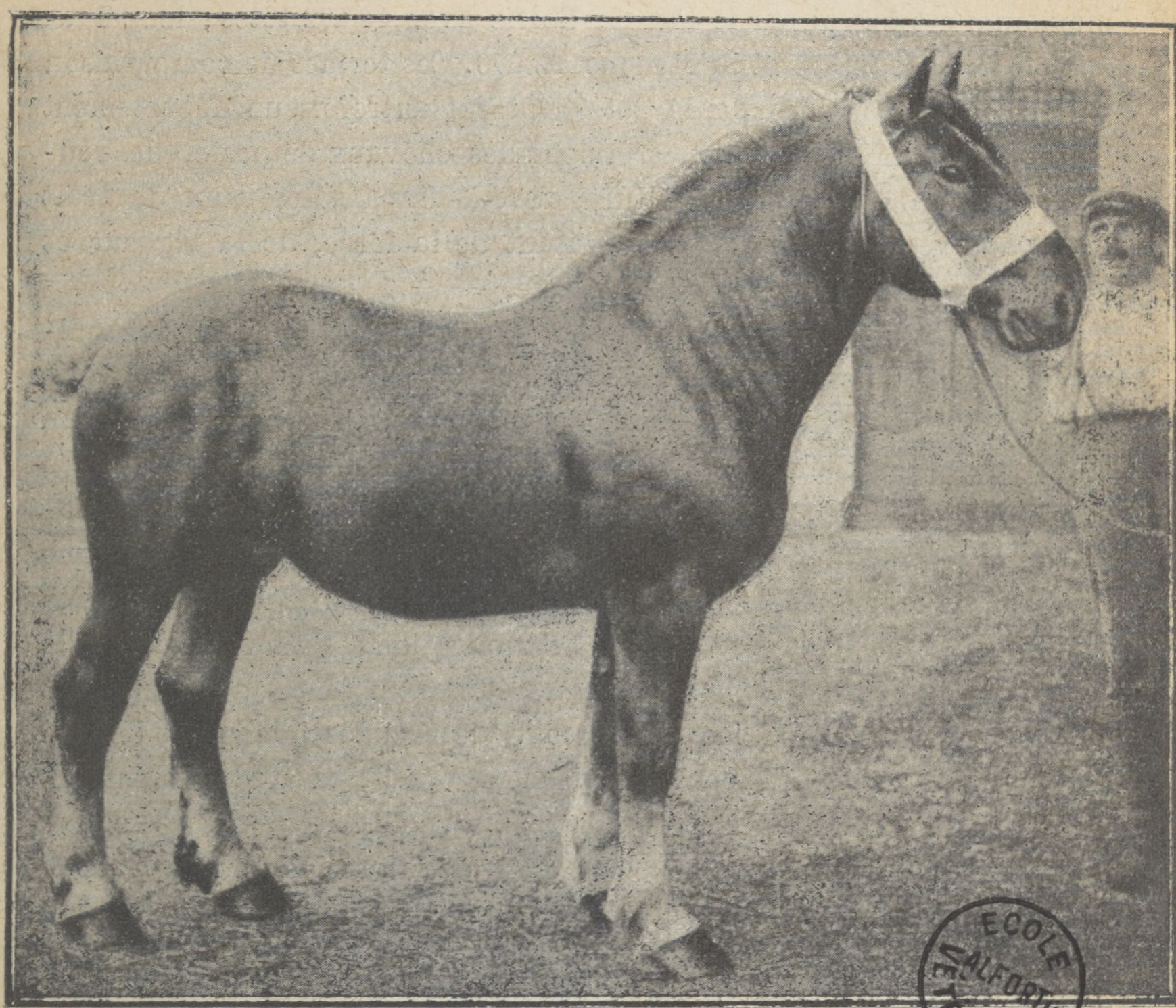
Amiral, poulain Auxois de 30 mois né en 1920, 2e au concours de poulains de Pouilly-en-Auxois.

L'histoire du cheval de trait Auxois est intimement liée à sa région d'origine, l'Auxois, comprenant toute la partie sud-ouest de la Côte d'Or, le sud-ouest de l'Yonne, le nord-ouest de la Saône-et-Loire et le nord-est de la Nièvre. Cette région, particulièrement riche en pâturages fertiles, est propice à l'élevage d'un cheval de grande taille,,. La race est relativement récente, puisque son développement et sa reconnaissance datent du début du XXe siècle.

### Origines
L'ouvrage de référence de CAB International (2016) classe l'Auxois dans la famille de l'Ardennais, une race dont il est largement dérivé,, et dont il forme une variété. Amélie Tsaag Valren (La France agricole) le rattache au « rameau ardenno-flamand »,. L'analyse de distance génétique entre 21 races de chevaux menée par J. Jordana et son équipe, publiée en 1995, montre que l'Auxois est génétiquement le plus proche des races de l'Ardennais et du Brabançon (0,23), suivies du Trait breton et du Comtois (0,30). Cela a conduit à le classer dans un cluster de races comprenant également le Breton, le Comtois, le Brabançon et l'Ardennais. L'étude génétique de Grégoire Leroy et collègues, publiée en 2009, montre que l'Auxois n'est pas génétiquement distinct du Trait du Nord, et très proche de l'Ardennais, ces trois races relevant du même cluster.
L'Auxois est présenté comme un lointain descendant du cheval bourguignon du Moyen Âge,,,, petit cheval robuste et endurant utilisé tant sous la selle que comme carrossier. Une théorie obsolète, voyait en lui un descendant du cheval de Solutré, dont les ossements ont été retrouvés non loin de son berceau d'origine.
Originellement, le cheval du Morvan était élevé sur les terres auxoises, mais a complètement disparu à la suite d'absorptions et de croisements. Durant les années 1840, des chevaux Percheron sont introduits, suivis de Boulonnais vers 1860, et d'Ardennais (ou de Nivernais) à la fin du XIXe siècle, mais sans volonté de fixer une race, si bien que le cheptel se révèle très hétérogène.
Les éleveurs introduisent de bons étalons étrangers avant de sélectionner des reproducteurs sur place et de revendiquer la création d'une race locale, à l'exemple de ce qui s'est passé pour le Nivernais quelques années plus tôt. La race prend le nom de la « riche vallée de l'Auxois », où ont eu lieu les croisements et les sélections. La race Auxois naît donc du croisement entre la jumenterie locale de chevaux bourguignons et des étalons ardennais et trait du Nord,, recherchés pour leur puissance et leur grande taille qui en font de précieux auxiliaires agricoles,. L'Ardennais transmet sa puissance de traction, et le Trait du Nord sa haute taille. Une première tentative de reconnaissance d'un syndicat de race échoue en 1903 et 1904. En 1911 ou 1912, le syndicat du cheval de trait de l'Auxois ouvre à Dijon sous l'impulsion du sénateur Chauveau qui en devient le président, et n'autorise plus que les étalons Ardennais (et donc aussi des Trait du Nord puisque les deux races sont confondues à cette époque) à la reproduction,.
Son berceau d'élevage se situe autour du Haras national de Cluny. En 1913, le « stud-book du cheval de trait de l'Auxois » est ouvert,. Un standard de race est publié dans la foulée, établissant parmi les critères de sélection une taille d'au moins 1,60 m et une robe baie. Il définit également le berceau d'élevage de la race.
Quatre ans plus tard, le type des chevaux reste peu fixé, et suscite l'étonnement puis les critiques d'officiers des Haras, qui se demandent si l'Auxois est une race à part entière ou une branche de l'Ardennais, et s'il est bon d'accepter la reconnaissance d'une race régionale supplémentaire. La Première Guerre mondiale interrompt les efforts de fixation d'un standard de race.

### Entre-deux-guerres

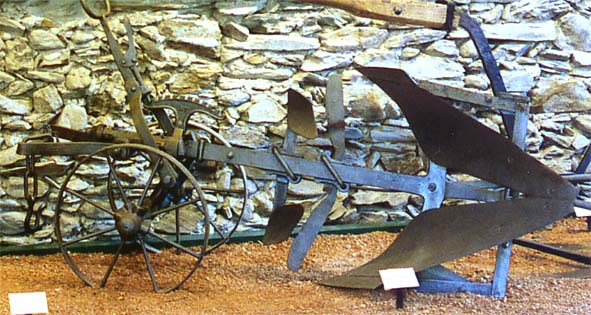
Une charrue brabant, modèle souvent tracté par des chevaux de trait pour labourer les champs jusqu'à la Seconde Guerre mondiale, avant la généralisation des tracteurs qui permettent de manœuvrer des charrues beaucoup plus lourdes.

Durant l'entre-deux-guerres, le cheval Auxois fait la fierté des exploitants agricoles de sa région. Les essais de sélection reprennent en 1920. Quelques années plus tard, le type du cheval est fixé à une taille d'environ 1,60 m, et son élevage se répand dans toute la région de l'Auxois, voire les régions avoisinantes. En 1929, en revanche, la fixation de la robe baie reste non-atteinte.
Avant l'arrivée de la motorisation, l'Auxois est l'auxiliaire ainsi que le moteur des agriculteurs qui le préfèrent au bœuf nivernais, même pour les travaux de traction lente. Il n'est destiné qu'à l'usage agricole, et élevé exclusivement à cette fin. Les chevaux les plus forts sont destinés à tracter de lourds attelages sur les plaines et plateaux céréaliers. Les chevaux plus vifs sont employés au débardage ou au traçage des sillons.
L'Auxois entre en concurrence avec le Nivernais : il n'est pas rare que des éleveurs de la région nivernaise possèdent à la fois des chevaux « de la race noire » nivernaise, et « de la race rouge » ardennaise et auxoise, afin de contenter tous les acheteurs potentiels. Le concours de race intercantonal organisé en septembre 1929 à Pouilly-en-Auxois attire environ 200 participants ainsi qu'une visite du ministre de l'agriculture. L'administration des Haras nationaux se porte acquéreuse de deux chevaux.
C'est au début des années 1930 que ces chevaux de trait atteignent l'apogée de leur développement physique. L'Auxois est alors souvent décrit, à l'instar de l'Ardennais et du Trait du Nord, comme un « laboureur-né » avec l'encolure dans l'alignement du dos, voire plus basse, et un museau rasant le sol. Il est entièrement bâti pour la traction, cette conformation lui permettant de déplacer des poids énormes sur de courtes distances. Parallèlement, à la même époque, il prend l'ascendant sur le Nivernais de par sa popularité, et représente « l'extension méridionale de l'ardennais ». Il fascine les marchands qui se rendent sur les foires bourguignonnes. Sa couleur de robe est réputée moins salissante que celles du Percheron (gris clair) et du Nivernais (noir).
Les poulains naissent traditionnellement entre janvier et mars dans les exploitations ; sevrés à six mois, ils sont alors vendus aux grands éleveurs. Ces derniers contribuent largement à fixer la race. Achetés de septembre à novembre, les poulains sont mis au pré (« à l'embouche ») puis rentrés dès les premières neiges, et remis à l'embouche avec des bovins lorsque le printemps arrive. Ce cycle dure généralement jusqu'aux dix-huit mois du poulain, qui est alors vendu. Au besoin, le poulain refait une saison d'embouche. Le dixième d'entre eux, uniquement les meilleurs, est gardé comme étalon, les étalons Ardennais assurant le reste de la reproduction. Ils sont mis au travail à l'âge de trois ans jusqu'à sept ou huit ans, âge auquel ils sont revendus. Les meilleurs étalons se négocient de 10 000 à 20 000 francs en 1929.
L'utilisation de l'Auxois et par extension des chevaux de trait pour l'agriculture, se révèle courte, car elle cesse rapidement avec la généralisation des moissonneuses-batteuses et des tracteurs, durant les années 1960.

### Fin de l'utilisation au travail
Durant la Seconde Guerre mondiale, les stocks de carburants sont utilisés par les armées ; le cheval de trait reste un moteur indispensable au transport comme aux travaux des champs jusqu'à la reddition des Allemands en 1945. Après la fin du conflit, les agriculteurs s'enrichissent rapidement, ce qui leur permet de s'équiper de tracteurs et de moissonneuses-batteuses. Comme toutes les races de trait, l'Auxois est de plus en plus délaissé au profit des machines. Le déclin de l'élevage est palpable dès le début des années 1950, et surtout durant les années 1960, où l'on assiste à un effondrement des effectifs, au point que la race a presque disparu dans les années 1970.
La plupart des bourgs de l'Auxois conservent néanmoins, par tradition, leur concours annuel de juments poulinières (qui voient passer de moins en moins d'animaux), certains de ces concours étant organisés de façon ininterrompue depuis des décennies.

### Relance bouchère
Au début des années 1970, alors que les effectifs de chevaux de trait ont fortement baissé, la race auxoise est sauvée de justesse.
Henry Blanc, à la direction des Haras nationaux, organise la reconversion des races françaises de chevaux de trait en animaux de boucherie. Jusqu'en 1982, il freine les importations de viande chevaline et finance une recherche de l'INRA, près de Clermont-Ferrand, sur l'engraissement des poulains de trait. Il encourage les éleveurs, qui ne parviennent plus à trouver d'acheteurs pour leurs animaux, à engraisser ceux-ci pour les revendre au poids aux abattoirs. L'élevage pour la boucherie assure une partie de la sauvegarde de l'Auxois en gardant son capital génétique intact, au prix d'une transformation du modèle, autrefois puissant et sportif, en celui de « bête à viande ». Entre le milieu du XXe siècle et les années 1980, le poids d'un cheval Auxois passe d'une moyenne de 650 à 800 kg à une moyenne de 800 à 1 000 kg, voire davantage.
Cette reconversion pour la viande est très défavorable à l'Auxois, le Percheron étant beaucoup plus renommé pour ses qualités bouchères, tandis que l'Ardennais (et donc l'Auxois, qui en est proche) est réputé pour être « celui qui a le moins de qualités en boucherie ». Le marché de la viande de cheval ne suit pas, les éleveurs français étant dépassés par des importations de chevaux à bas prix venus du continent américain et d'Europe de l'Est. Par manque de rentabilité, les effectifs de la plupart des races de chevaux de trait continuent à baisser jusqu'en 1994. L'effondrement du prix de la viande pousse les Haras nationaux à réorienter les activités liées au cheval de trait.

### Renouveau de l'équitation de loisir et de travail

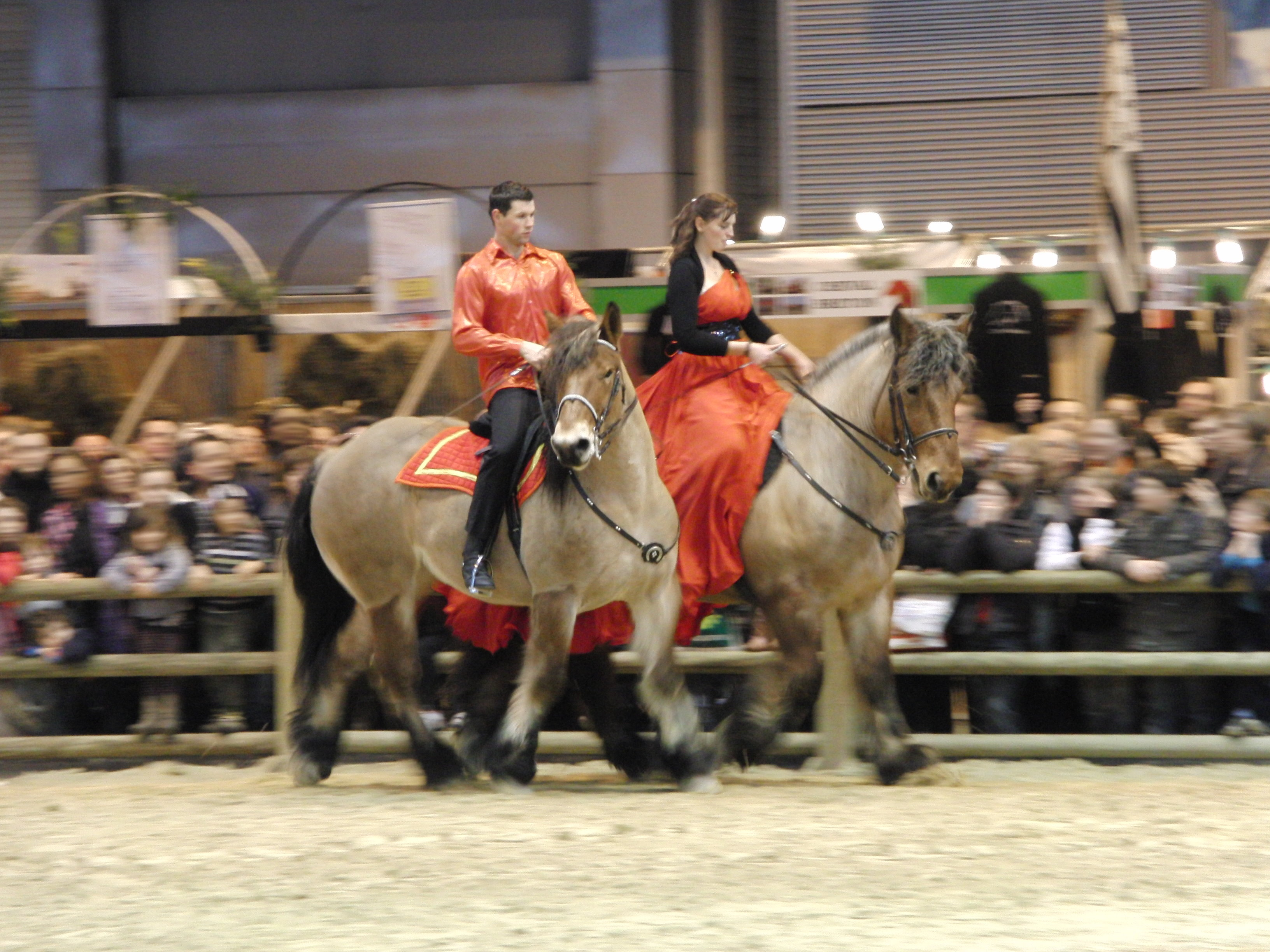
Deux chevaux auxois au salon international de l'agriculture de Paris en 2011.

Au début des années 1990, l'équitation de loisir connaît un nouveau souffle, tandis que la consommation de viande de cheval continue de diminuer. En 1991, le lycée agricole de Semur-en-Auxois se lance dans la production de lait de juments auxoises à Bierre-lès-Semur, dans la ferme du Hameau,. Le 11 mars 1994, le journal officiel publie un arrêté redonnant au « cheval lourd » son ancien nom de « cheval de trait » ; en 1996, un autre arrêté interdit la caudectomie (coupe de la queue) chez tous les chevaux de trait nés en France. En 1997, l'Auxois fait partie des races de chevaux dont les éleveurs peuvent bénéficier de la « Prime aux races menacées d'abandon » (PRME), d'un montant de 100 à 150 €.
Depuis 1999, les éleveurs d'Auxois développent de nouvelles activités avec leurs chevaux, notamment le travail dans les vignes. La même année, l'Auxois fait l'objet d'une étude qui conclut que les éleveurs de ce cheval s'opposent aux changements chez la race. Elle préconise de faire évoluer le standard, afin d'ouvrir de nouveaux débouchés et de sauver ce cheval d'une disparition inévitable. En 2001, l'Auxois reste l'un des chevaux de trait français aux plus faibles effectifs.
La moitié des poulains partent à la boucherie, mais la courbe des naissances s'est inversée, la crise de la vache folle offrant un débouché à leurs éleveurs.

### Centre de promotion du trait auxois
En juillet 1998, un centre de promotion du trait auxois ouvre à Bierre-lès-Semur, grâce à des subventions régionales et départementales, et à l'aide des Haras nationaux, afin de promouvoir la race. Il s'occupe surtout du débourrage des jeunes chevaux, participe à la sauvegarde de la race, et propose des animaux dressés pour l'attelage à la vente. Visant à « valoriser et promouvoir le Cheval de Trait Auxois » comme patrimoine bourguignon, il soutient le développement de l'attelage de loisir en éduquant les chevaux et en formant des meneurs, sur des herbages de 25 hectares et une aire d'exercice de 5 000 m2. L'ouverture d'un nouveau bâtiment en 2007 lui permet de se développer et de proposer le débourrage de chevaux de selle et d'attelage, divers spectacles et des services de maréchalerie. Le centre propose d'assister les éleveurs à la naissance de leurs poulains ou d'assurer le suivi des étalons.
En 2013, il rencontre de grandes difficultés financières, de même que le syndicat de la race.

## Description

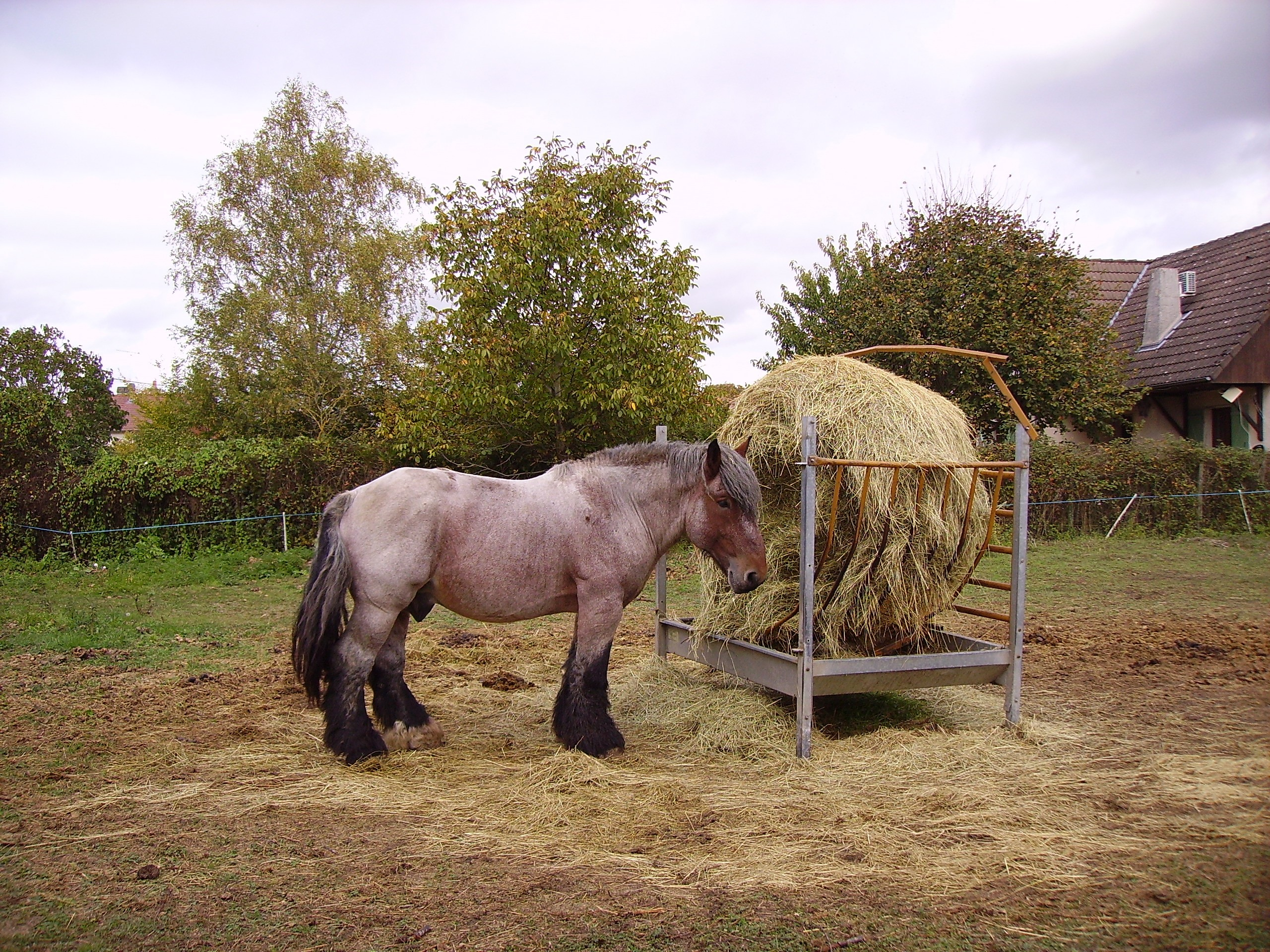
Auxois près d'une balle de foin à Port-Aubry, Nièvre, Bourgogne, France.

### Taille et poids
L'Auxois est un cheval de grande taille, plus grand que l'Ardennais, et presque autant que le Trait du Nord. Il reste moins massif et plus leste que l'Ardennais.
La taille moyenne va de 1,60 m à 1,70 m, la taille idéale recherchée étant de 1,65 m à 1,72 m pour les mâles et de 1,63 m à 1,70 m pour les femelles. Le poids varie de 700 kg à plus d'une tonne, voire 1 100 kg, selon la sélection du cheval (boucherie ou travail et loisirs). Le poids médian indiqué dans la base de données DAD-IS est de 900 kg.

### Standard morphologique
L'impression générale est celle d'un cheval doté de cadre, d'ampleur et d'étendue. Massif, très bréviligne, il est taillé pour la traction lourde.

#### Tête

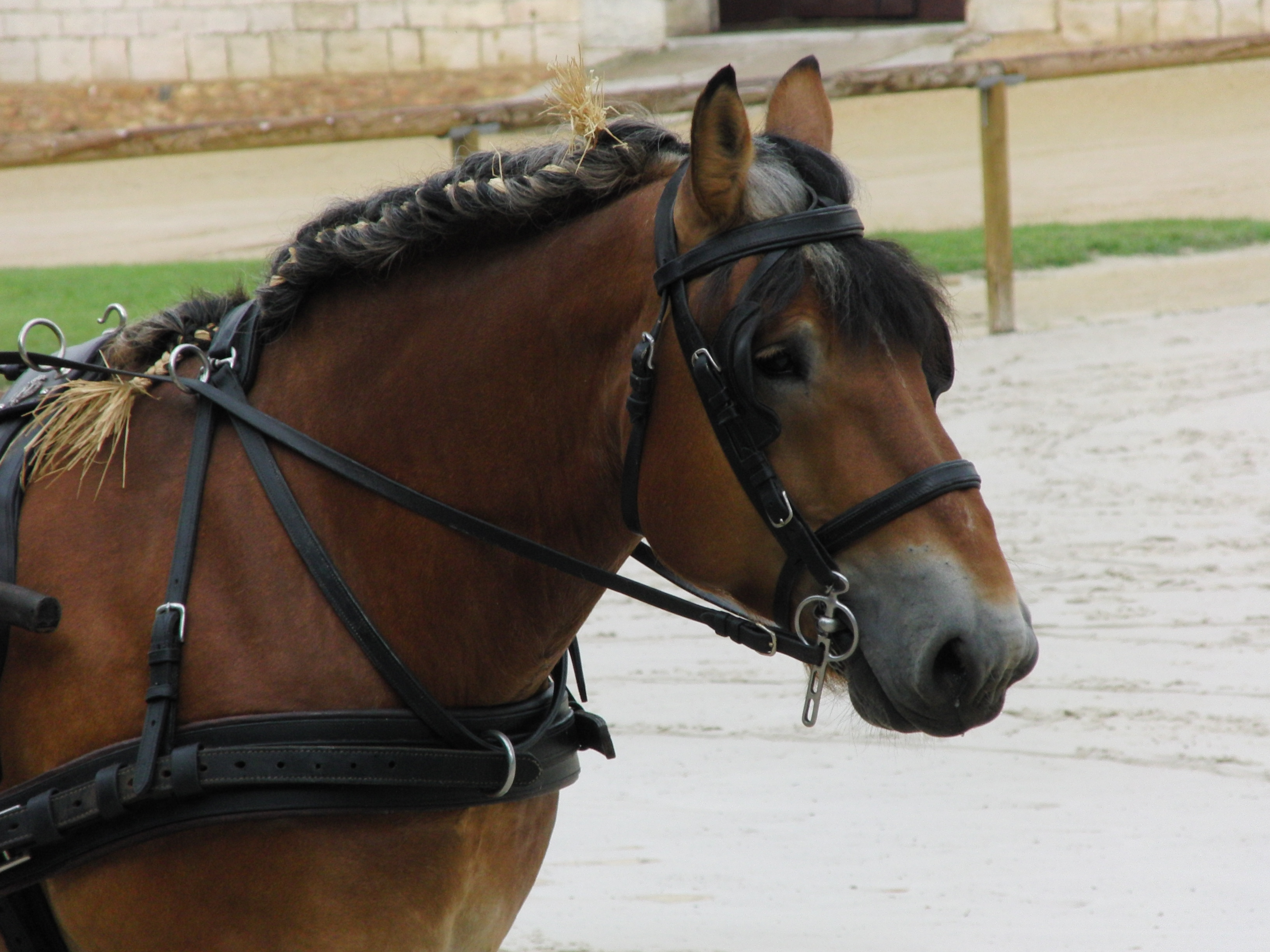
Tête d'un cheval Auxois au Haras national de Cluny en 2011.

Bien que l'auteure tchèque Helena Kholova Kholová lui décrive une grande tête et de longues oreilles (1997), selon l'association officielle de la race, la tête de l'Auxois est relativement courte, et légère, dotée d'un profil rectiligne et d'un front large,, surmontée de petites oreilles mobiles,,.

#### Avant-main, corps et arrière-main
L'encolure, assez courte et massive, est musclée, bien greffée à un garrot sorti et un poitrail large,. L'épaule, extrêmement puissante, est longue et inclinée,,. La poitrine est profonde. L'Auxois est doté d'un corps massif, et d'un dos large et court,, aux côtes arrondies. Sa ligne dorsolombaire est droite.
Le dos et les reins sont larges et courts,, l'arrière-main longue est dotée d'une croupe double, inclinée et fortement musclée, à laquelle est attachée une queue portée bas,,,.

#### Membres

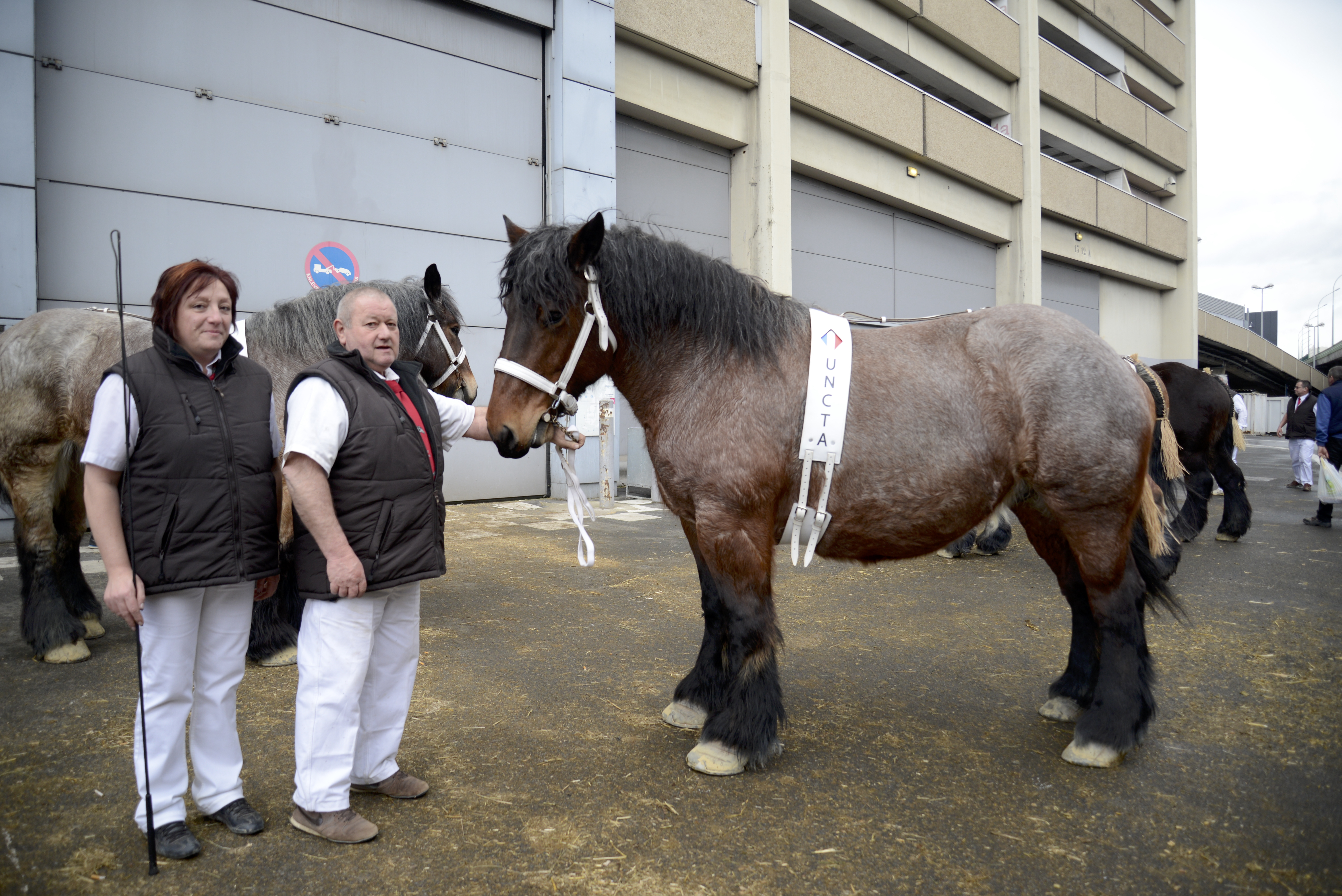
Cheval de trait d'Auxois au Salon International de l'Agriculture, le 24 février 2015 à Paris.

Les membres sont robustes et puissants, bien qu'ils paraissent fins en comparaison avec la masse du cheval. Ils sont généralement dotés de fanons moins abondants que chez d'autres races de trait de même masse,, ces fanons étant recherchés peu fournis. Les bras et avant-bras sont musclés, les genoux larges et les jarrets puissants, attachés à des canons courts et nets,.

### Robe

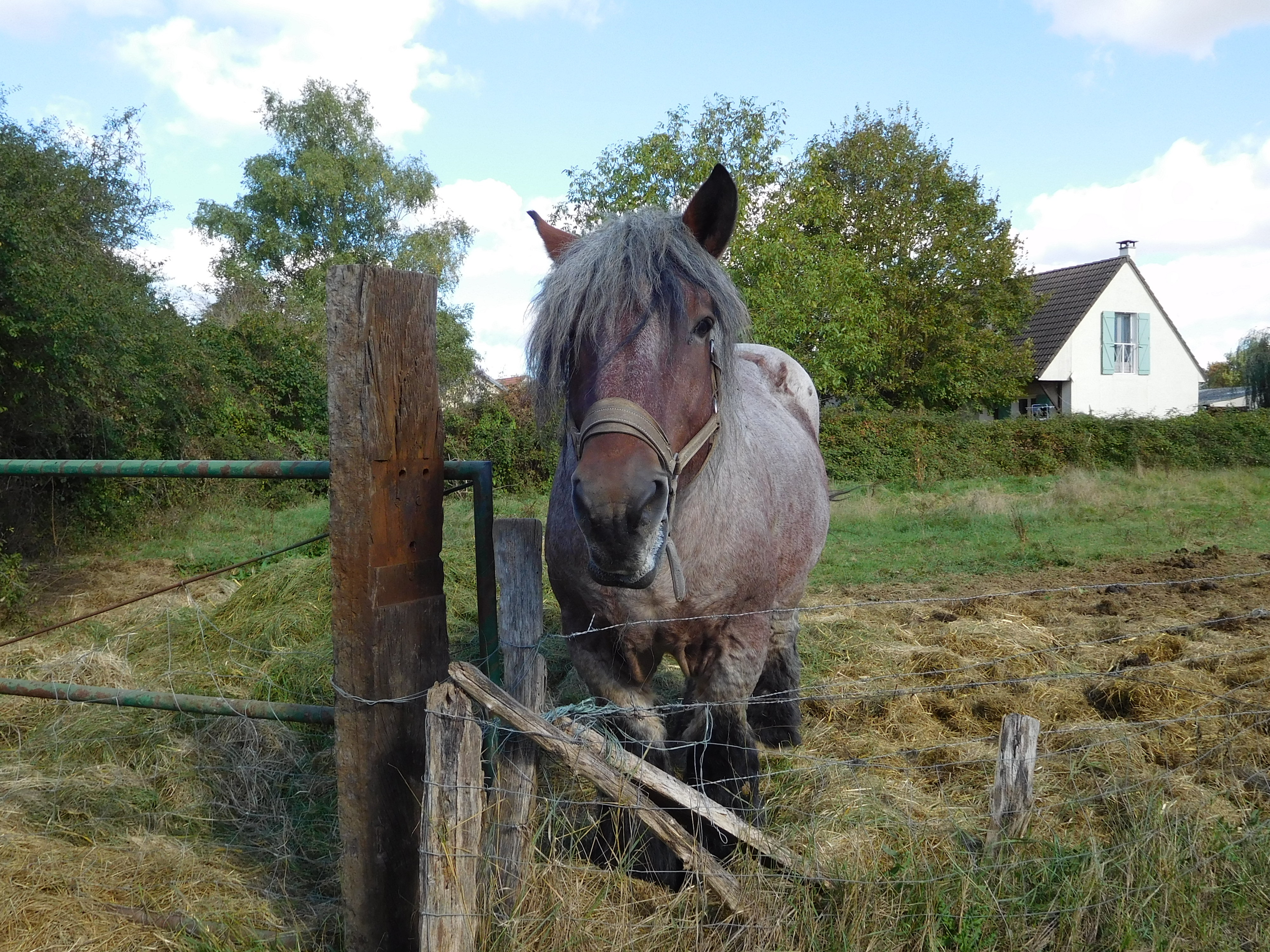
Auxois à la ferme du Port Aubry, montrant la robe rouan vineux typique de la race.

La robe de l'Auxois est généralement baie ou rouanne, plus rarement aubère ou alezane,,, comme chez l'Ardennais. Éventuellement, le gris fer et le bai-brun (nommé « noir pangaré » en France) peuvent être tolérés, mais toutes les autres robes sont exclues. La robe typique et caractéristique de la race est le rouan vineux.

### Tempérament et entretien
Réputé pour sa puissance et sa docilité, l’Auxois est doté d’une nature calme et douce. Il est aussi courageux pour le travail. Ses allures sont recherchées amples et souples, malgré sa masse importante. Comme son ancêtre l'Ardennais, l'Auxois est rustique et de bon entretien, pouvant être laissé au pré quelle que soit la saison, même sous les rudes conditions climatiques du Morvan et de la Nièvre.

### Sélection
Le Syndicat du Cheval de Trait Auxois gérait le stud-book, l'orientation de l'élevage, et la communication autour de ce cheval. Mis en grandes difficultés en 2013, il est remplacé en 2014 par l'Union Nationale du cheval de trait auxois, désormais association nationale officielle de la race.
Depuis le début du XXe siècle, le croisement de la jument auxoise est seulement permis avec l’étalon Ardennais de grande taille, et l’étalon Trait du Nord, afin de garantir la sélection et l'homogénéité de la race. Cette spécificité, propre aux races françaises à faibles effectifs, est rare parmi les pratiques d'élevage, un poulain issu d'un père Ardennais ou Trait du Nord pouvant être reconnu Auxois de plein droit si le parent a été vu par une commission de juges et reconnu « facteur d'Auxois ». Ce cheval est désormais recherché plus léger et plus actif. L'insémination artificielle et le transfert d'embryons sont autorisés pour sa reproduction chez la race, mais pas le clonage.
Le concours de la race auxoise se tient chaque année en septembre à Semur-en-Auxois. Les chevaux inscrits au stud-book de la race peuvent porter une marque imprimée au fer rouge sur le côté gauche de l'encolure, avec les lettres « TX », apposée après l'âge de deux ans, le plus souvent lors des concours de race.

## Utilisations

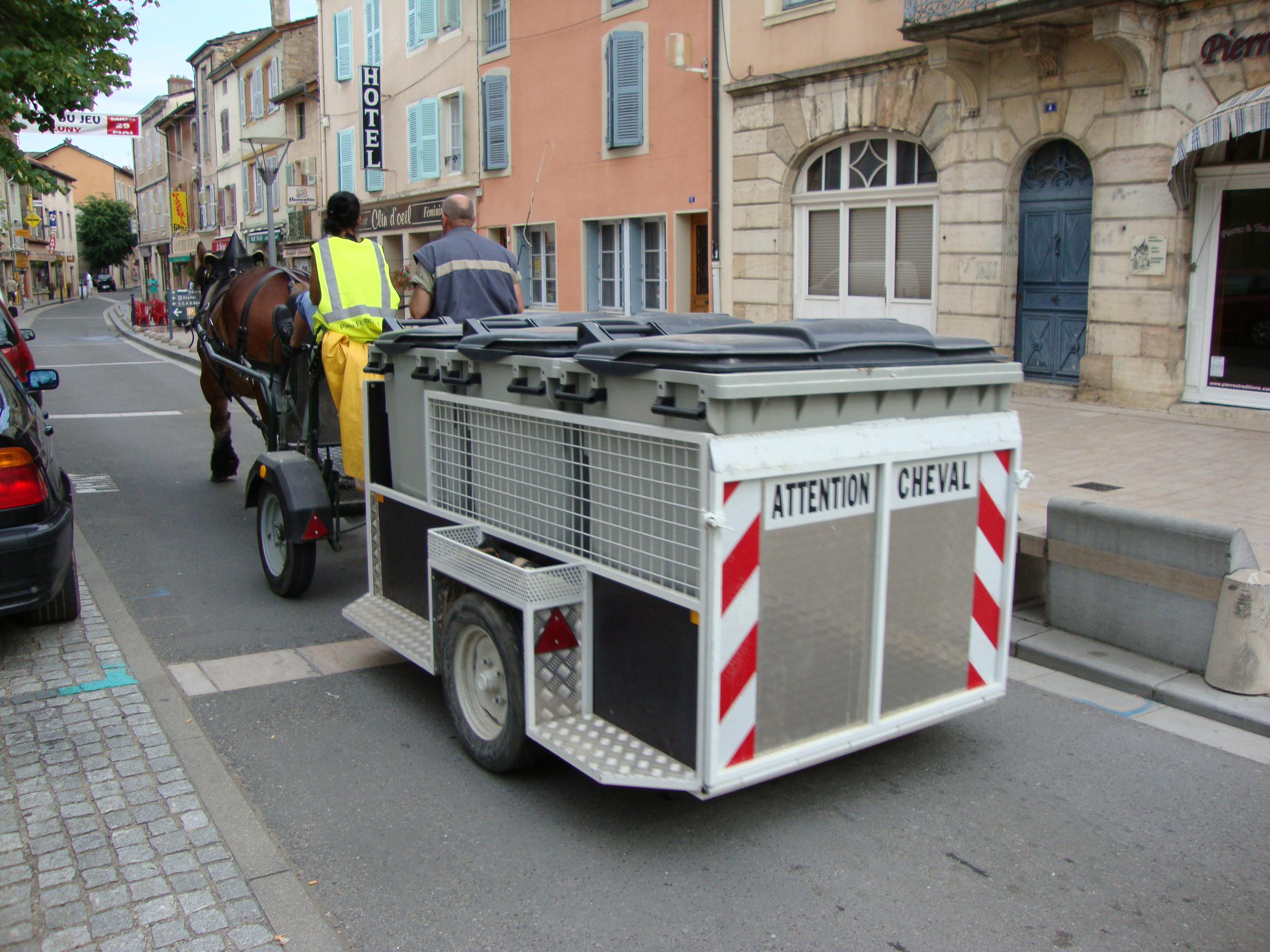
Ramassage des ordures avec un cheval auxois à Cluny.

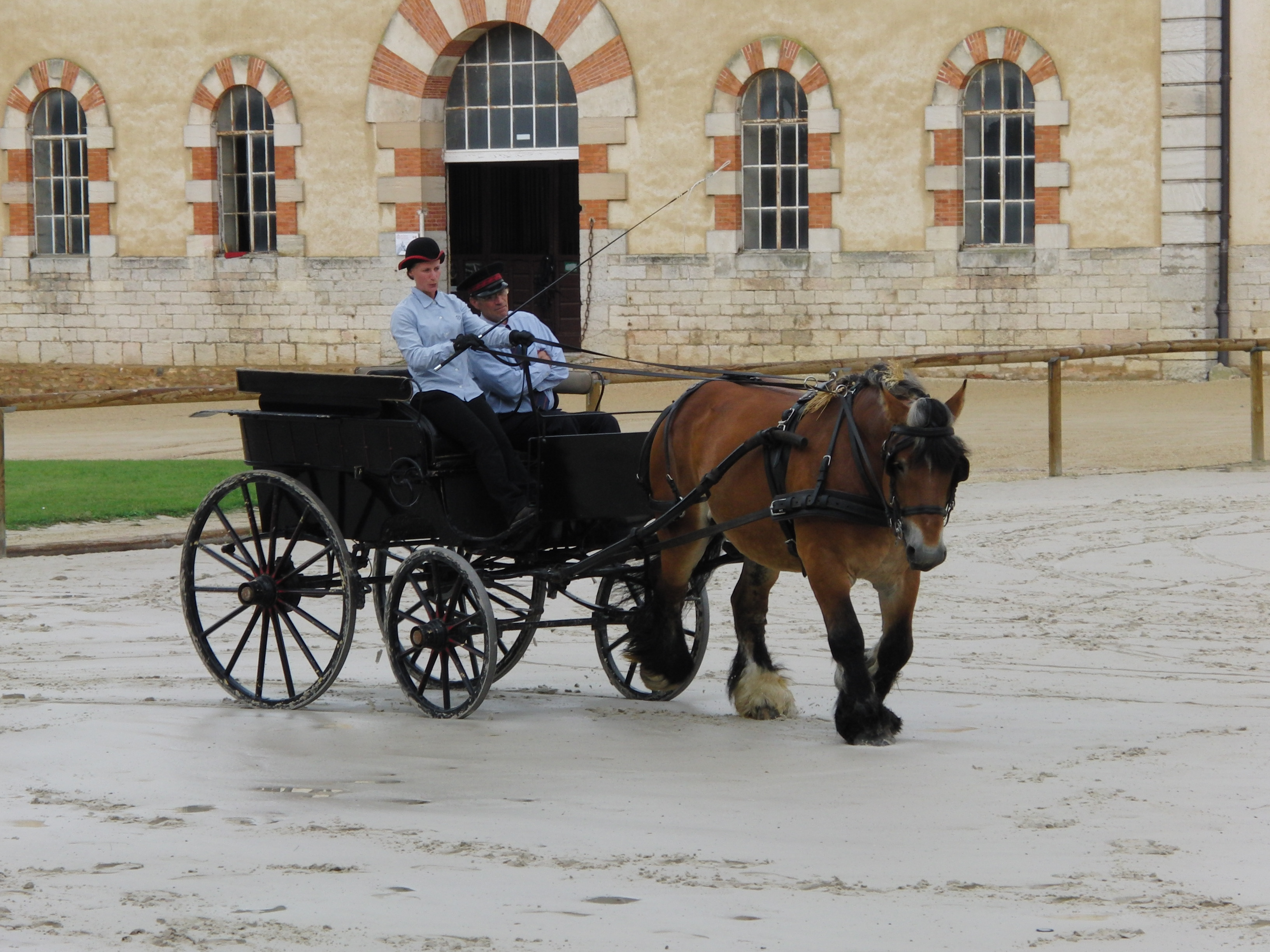
Présentation d'un Auxois attelé au haras national de Cluny en 2011.

L'Auxois est essentiellement élevé pour sa viande et pour la traction. La majorité du cheptel reste à vocation bouchère. En 2001, 50 % des animaux sont destinés à la boucherie. Toutefois, la puissance et les allures de ce cheval sont valorisées en attelage de compétition et de loisir, tel que le tourisme vert, et la traction de roulottes dans le Morvan. Son caractère agréable fait de lui un bon compagnon de tourisme équestre. Les modèles les plus légers donnent du lait, un produit ensuite transformé pour de nombreuses utilisations, dont la cosmétique.
L'Auxois est toujours demandé pour des fêtes (mariage...) et reconstitutions folkloriques populaires. Les sujets les plus prisés à cette fin cérémonielle sont ceux de robe rouan vineux. Il est utilisé au débardage dans les forêts,. Il retrouve une place dans certains travaux d'agriculture spécialisée, tels que la culture de la vigne, le maraîchage, et l'agriculture biologique,. Le travail de la vigne avec ces chevaux s'est développé : depuis 2004, un Auxois est utilisé bâté dans un vignoble bourguignon labellisé bio. Des débouchés sont envisagés dans les travaux d'entretien ruraux (voirie...). Ce cheval s'est distingué lors de diverses manifestations, tels le record du monde et le championnat de France de carrousel.

## Diffusion de l'élevage

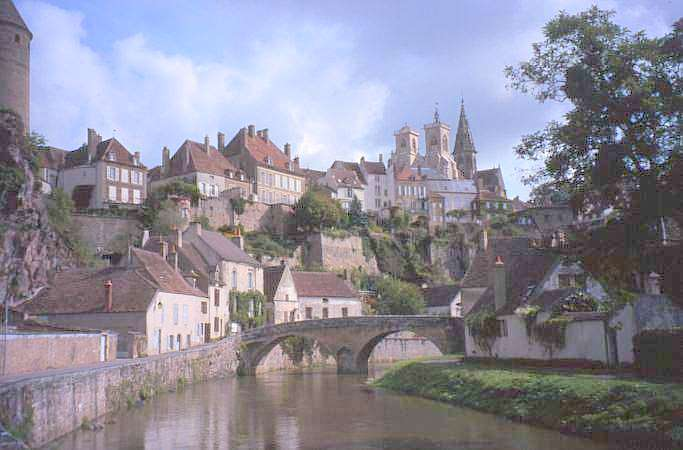
Vue générale de Semur-en-Auxois, où le concours de la race a lieu chaque année.

L'Auxois est classé, comme une race de chevaux locale native de France en danger critique d'extinction, et faisant l'objet de mesures de protection, dans la base de données internationale DAD-IS. L'étude menée par l'université d'Uppsala, publiée en août 2010 pour la FAO, le signale logiquement comme race de chevaux européenne locale en danger d'extinction. Cependant, sa proximité génétique confirmée avec l'Ardennais et le Trait du Nord ne justifie pas la mise en place de mesures de sauvegarde qui lui soient propres. En 2023, l'Ardennais reste considéré par l'INRAE comme une race chevaline française menacée d'extinction.
Il reste depuis longtemps une race à très faibles effectifs, l'une des plus rares parmi les neuf races de chevaux de trait français,. En 2001, l'Auxois est au huitième rang des neuf races de trait françaises en termes d'effectifs, ce qui rend la menace de consanguinité et de disparition très présente. En 2006, 250 juments sont saillies pour donner des poulains inscriptibles au registre généalogique, par les 32 étalons en activité. On compte 125 éleveurs de ce cheval, le terme d'« éleveur » s'appliquant à toute personne en possession d'au moins une jument poulinière. En 2014, 289 chevaux sont enregistrés dans le registre généalogique (stud-book) de la race, avec une tendance à la stabilité des effectifs. Le Dr vétérinaire Paul Dechambre cite le canton de Pouilly-en-Auxois comme étant le berceau de la race.
L'Auxois représente 1 % du total des immatriculations de chevaux de trait français en 2017. La Bourgogne-Franche-Comté, comprenant le berceau de race, constitue de très loin la principale région d'élevage, avec 80 naissances de poulains en 2018. Quelques chevaux se trouvent en région Rhône-Alpes et Auvergne.
Il n'existe pas d'élevage allogène, aussi ce cheval reste presque inconnu en dehors de sa région d'origine. Par ailleurs, l'ouvrage Equine Science (4e édition de 2012) le classe parmi les races de chevaux de trait peu connues au niveau international.
| Année                                   | 1983 | 1992 | 1996 | 2000 | 2004 | 2008 | 2012 | 2014 | 2016 | 2018 |
| --------------------------------------- | ---- | ---- | ---- | ---- | ---- | ---- | ---- | ---- | ---- | ---- |
| Nombre de poulinages en France,         |      | 80   | 146  | 144  | 125  | 118  | 126  |      | 112  | 100  |
| Nombre de chevaux appartenant à la race | 199  |      |      |      |      |      |      | 289  |      |      |

Des neuf races de chevaux de trait français, l'Auxois est la seule qui ne soit pas du tout exportée. Il souffre d'un manque de médiatisation en dehors de son berceau d'origine. C'est surtout la région bourguignonne qui célèbre ce cheval et le met en avant, dans des lieux tels que la ferme du Hameau de Bierre-lès-Semur (qui proposait un écomusée dédié au cheval de trait), ou lors de la course des trois glorieuses à Semur-en-Auxois, qui existe depuis le XVIIe siècle. Le concours annuel de race est l'occasion d'admirer les plus beaux spécimens. Ce cheval est régulièrement présent au salon international de l'agriculture de Paris.